# کارل گوستاف اتلین
کارل گوستاف اتلین (انگلیسی: Carl Gustaf Ottelin; ۱ مهٔ ۱۷۹۳ – ۱۸ اکتبر ۱۸۶۴) کشیش، ریاضی‌دان، و سیاستمدار اهل فنلاند بود.